# Rhinomastax ambreana
Rhinomastax ambreana är en insektsart som beskrevs av Marius Descamps 1971. Rhinomastax ambreana ingår i släktet Rhinomastax och familjen Euschmidtiidae. Inga underarter finns listade i Catalogue of Life.